# Frittella

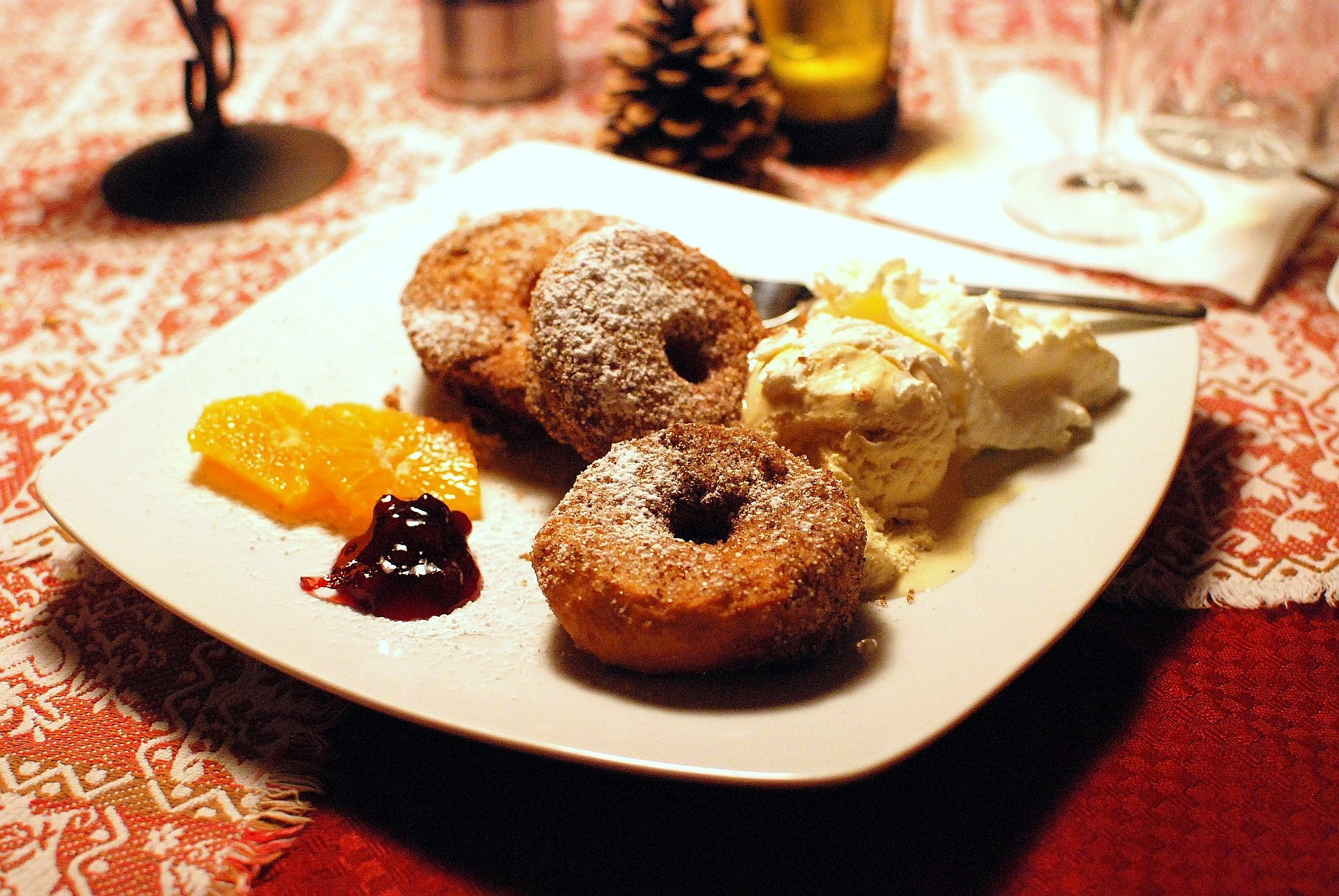
Frittelle di mele servite con confettura, gelato e panna

Per frittella si intende una vivanda di forma solitamente tondeggiante e schiacciata che si prepara friggendo una porzione di pasta semiliquida che può essere unita ad altri ingredienti. Può essere sia dolce che salata.

## Storia
Questo piatto, anticamente diffuso in gran parte del Mediterraneo, si dice che fosse conosciuto ai tempi dell'Antica Roma, e probabilmente ancor prima di essa. Infatti gli antichi romani chiamavano questi dolci frictilia. In seguito il piatto ebbe nuovo sviluppo in terra spagnola per poi diffondersi ovunque.

## Diffusione

### In Italia
In Italia svariate regioni lo annoverano tra i propri piatti tipici o a marchio P.A.T. o Dop e ognuno dà a questa pietanza un diverso nominativo. 
A Venezia le frìtołe ebbero un successo clamoroso fino a che furono nominate dolce nazionale della Repubblica Serenissima, in tutto il territorio veneto, (dal Trentino all'Istria), divennero presto amate da tutti. La ricetta delle frittelle (1300) viene identificata come il più antico documento di cucina veneziana. Viene custodito nella Biblioteca Nazionale Casanatense a Roma.
Non venivano preparate da chiunque, ma solo dai cosiddetti maestri fritoleri. Il mestiere dei fritoleri era una vera e propria corporazione che si era divisa il territorio nella propria area di esclusività, vi si poteva entrare solo avendo un padre "fritolero" e questa strategia permise alla corporazione di sopravvivere fino alla fine del diciannovesimo secolo.
Le frittelle sono anche note con il nome di tortelli, in particolar modo nel Nord Italia, in riferimento ai tortelli di Sant'Antonio o di carnevale.

## Preparazione
Le frittelle dolci si preparano mescolando il burro, la vanillina, lo zucchero, la farina, le uova, la scorza del limone, il lievito, il sale e il liquore. La densità varia a seconda delle ricette, da liquida (da versare quindi nell'olio a cucchiate) a solida, da lavorare a palline. Si friggono in olio abbondante fino a che non diventano gonfie e ottengono un bel colorito dorato.
Quindi si posano su un piatto di portata cospargendole, se dolci, con zucchero semolato, zucchero a velo, miele o sciroppo d'acero. È possibile aggiungere ingredienti ulteriori per dare luogo a frittelle di riso o frittelle di mele. Possono essere farcite di crema pasticcera, crema allo zabaione, e ancora con cioccolato, crema al pistacchio o confetture.

## Tipologie

### Italia
- Castagnole
- Crispelle di riso
- Farsò; frittelle di San Giuseppe[8]
- Frìtołe
- Frittelle di riso di san Giuseppe
- Frittelle di San Giuseppe di Pitigliano
- Tortelli di Sant'Antonio[9]
- Frittelle di San Martino (Molfetta)[10]
- Laciada
- Pastacresciute
- Patacia
- Panelle
- Sfinci di San Giuseppe
- Zeppole[11]

### Altri paesi
- Buñuelos
- Churros
- Loukoumades
- Pancake

## Ricorrenze
- Il 30 aprile si celebra ad Isnello (PA) l'annuale Sagra della Frittella.
- In maggio a Sambuca Val di Pesa, frazione di Tavarnelle Val di Pesa, si celebra la sagra della frittella, preparata con i fiori di acacia.